# 니콜라이 하르트만

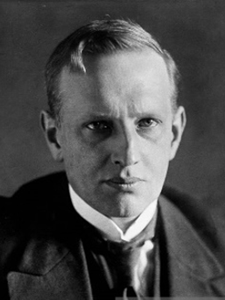

니콜라이 하르트만(Nicolai Hartmann, 라트비아어: Nikolajs Hartmanis, 1882년 2월 20일 라트비아 리가 ~ 1950년 10월 9일 독일 괴팅겐)은 존재론으로 유명한 독일의 철학자이다.
라트비아의 리가에서 출생하여, 고등학교는 페트로그라드(현 상트페테르부르크)에서 다니고, 의학·고전문헌학·철학을 도르파트, 페트로그라드, 마르부르크에서 배웠다. 1907년 코헨과 나토르프 밑에서 배운 뒤에 대학을 졸업, 1909년에 철학교수 자격을 얻어 사강사가 되었다. 제1차 세계대전에 종군한 후 1920년에 조교수, 1922년에 나토르프의 후임으로 교수가 되었다. 1925년에 킬, 1931년에 베를린, 1945년에 괴팅겐에 옮겨, 괴팅겐에서 사망하였다.
최초의 《플라톤의 존재 논리학》(1909)에서는 플라톤의 이데아론을 마르부르크 학파의 입장에서 해석하였다. 그러나 이 학파의 논리주의에 점점 불만을 느끼게 되어 인식론으로부터 존재론으로 입장을 바꾸었다. 후설이나 셸러의 현상학적 분석이나 마이농의 대상론(對象論)을 알게 된 것이 그 이유 중 하나이다. 1919년 무렵부터 새로운 존재론을 지향하고 인식도 존재의 파악이며 존재관계라고 보았다. 《인식의 형이상학》(1921)을 출판하고 이어서 이념적인 존재로서의 가치를 문제로 하여 《윤리학》(1926)을 출판, 주관적인 인식론으로부터 객관적인 존재론으로 사색을 전개시켜 나갔다. 킬에서 베를린 시대에 걸쳐 새로운 존재론의 각 부분이 완성되었다. 그것은 《정신적 존재의 문제》(1933), 《존재론의 기초》(1935), 《가능성과 현실성》(1938), 《실재계(實在界)의 구조》(1940) 등이며, 만년에 《자연의 철학》(1950), 사후에 《미학(美學)》(1953)이 출판되었다. 하르트만은 존재를 물질·유기체·마음(의식)·정신의 4층으로 나누고, 각 범주 및 층 상호간의 법칙을 분석하고 존재론의 체계를 구성하였다. 저급한 범주는 반드시 전부가 고급의 층에 침입하는 것은 아니라고 하였다.

## 같이 보기
- 윤리학 (책)